# HMS Uganda (C66)
HMS Uganda (66) là một tàu tuần dương hạng nhẹ lớp Crown Colony của Hải quân Hoàng gia Anh Quốc; được đặt tên theo Uganda, vốn là một thuộc địa của Đế quốc Anh khi nó được chế tạo vào cuối những năm 1930. Uganda đã hoạt động trong Chiến tranh Thế giới thứ hai, được chuyển sang phục vụ cùng Hải quân Hoàng gia Canada vào năm 1944, và sau chiến tranh được đổi tên thành HMCS Quebec. Nó tiếp tục phục vụ cùng Canada cho đến khi ngừng hoạt động năm 1956 và được tháo dỡ tại Nhật Bản vào năm 1961.

## Thiết kế và chế tạo
Uganda được chế tạo bởi hãng Vickers-Armstrong tại Newcastle upon Tyne. Nó được đặt lườn vào ngày 20 tháng 7 năm 1939, được hạ thủy vào ngày 7 tháng 8 năm 1941, và được đưa ra hoạt động vào ngày 3 tháng 1 năm 1943.

## Lịch sử hoạt động

### Chiến tranh Thế giới thứ hai
Sau giai đoạn huấn luyện tại Scapa Flow, Uganda lên đường vào tháng 3 năm 1943 trong thành phần hộ tống cho một đoàn tàu vận tải hướng đến Sierra Leone, bảo vệ chúng khỏi mối đe dọa của các tàu khu trục Đức thuộc lớp Narvik đang hoạt động ngoài khơi vịnh Biscay. Sau hai chuyến hộ tống vận tải như vậy, nó được gửi đi hộ tống cho chiếc tàu biển chở hành khách RMS Queen Mary đưa Thủ tướng Winston Churchill và đoàn tùy tùng sang Washington. Chuyến đi được thực hiện ở tốc độ 30 hải lý trên giờ (56 km/h), và con tàu tiến vào Argentia, Newfoundland với nhiên liệu gần cạn. Sau khi quay về từ nhiệm vụ trên, Uganda đi đến Plymouth để được tái trang bị.
Sau khi hoàn tất, Uganda được gửi đến Địa Trung Hải hộ tống một trong những đoàn tàu vận tải chuyển quân lớn nhất trong chiến tranh đến Sicilia. Nó nằm trong thành phần lực lượng bắn phá của Chiến dịch Husky, cuộc đổ bộ lên Sicilia vào ngày 10 tháng 7 năm 1943. Sau đó nó được phân về lực lượng hỗ trợ gần để bắn phá suốt dọc Sicilia. Vào ngày mở màn Chiến dịch Avalanche 9 tháng 9 năm 1943, nó nằm trong thành phần lực lượng bắn phá hỗ trợ cho cuộc đổ bộ lên Salerno. Ngày 13 tháng 9, nó bị đánh trúng một quả bom lượn Đức điều khiển bằng vô tuyến nặng 1,4 tấn. Đội kiểm soát hư hỏng dưới quyền Đại úy Hải quân Leslie Reed đã tìm cách giúp con tàu tiếp tục nổi, và di chuyển chỉ với một động cơ. Nó được chiếc USS Narragansett kéo đến Malta, nơi tiến hành những công việc sửa chữa tạm thời.
Do không sẵn có ụ nổi trống tại châu Âu có thể tiến hành sửa chữa, Uganda được gửi sang ụ tàu của Hải quân Hoa Kỳ tại Charleston, South Carolina. Chiếc tàu tuần dương bị hỏng nặng, chỉ với một trong số bốn chân vịt còn hoạt động, đã vượt Đại Tây Dương và đến Charleston vào ngày 27 tháng 11 năm 1943. Trong quá trình sửa chữa, hai hầm chứa máy bay dành cho thủy phi cơ trinh sát Supermarine Walrus được tháo dỡ, dành chỗ cho thiết bị vô tuyến và radar cùng những tiện nghi cho thủy thủ đoàn.

### Chuyển cho Canada
Đang khi sửa chữa, chính phủ Canada thương lượng với Anh để chuyển Uganda sang phục vụ cho Hải quân Hoàng gia Canada. Việc chuyển giao chính thức diễn ra vào Ngày Trafalgar, 21 tháng 10 năm 1944, và nó được đổi tên thành HMCS Uganda (C66).
Như là soái hạm của Hải quân Hoàng gia Canada, Uganda đã phục vụ tại Mặt trận Thái Bình Dương cùng với Hạm đội Thái Bình Dương Anh Quốc và Đệ Tam hạm đội Hoa Kỳ. Nó được tuyên dương cho các hoạt động trong Trận Okinawa cũng như đã tham gia tấn công Truk, Đài Loan và Sakishima Gunto. Tuy nhiên, Chính phủ Canada lại đưa ra một cuộc trưng cầu ý kiến trong số thủy thủ đoàn vào ngày 7 tháng 5 năm 1945, nhằm xác định xem họ có tình nguyện tham gia các hoạt động tiếp theo tại Mặt trận Thái Bình Dương hay không. Sự bất mãn đang lan rộng trong số thủy thủ do điều kiện sống tồi tệ và con tàu không mang một đặc tính Canada, khiến đưa đến kết quả 605 trong số 907 thủy thủ từ chối tình nguyện. HMCS Uganda rút lui về Esquimalt, về đến cảng Canada vào ngày 10 tháng 8 năm 1945, ngày Nhật Bản chấp nhận đầu hàng.
Vào ngày 1 tháng 8 năm 1947, HMCS Uganda được đưa về lực lượng dự bị của Hải quân Canada. Nó được huy động trở lại vào ngày 14 tháng 1 năm 1952 do việc Chiến tranh Triều Tiên bùng nổ, và tái hoạt động như là chiếc HMCS Quebec (C66). Nó đã có hai lượt phục vụ tại mặt trận Triều Tiên, cũng như tham gia lực lượng đặc nhiệm của Hải quân Hoàng gia Canada tham dự lễ duyệt binh hạm đội tại Spithead nhân dịp lễ đăng quang của Nữ hoàng Elizabeth II. Nó ngừng hoạt động vào tháng 6 năm 1956 và được tháo dỡ tại Osaka, Nhật Bản vào năm 1961.